# Hundwiler Höhi
Die Hundwiler Höhi (auch Hundwiler Höhe, Hundwilerhöhe, örtlicher Dialekt Hundwiler Höchi) ist ein Berg südlich von Hundwil im Appenzeller Hinterland in der Schweiz. Sie liegt auf 1306 m ü. M. an der Kantonsgrenze zwischen Kanton Appenzell Ausserrhoden und Kanton Appenzell Innerrhoden. Sie ist zu Fuss oder mit einem berggängigen Velo zu erreichen. Von Hundwil, Gonten oder Zürchersmühle (Urnäsch) gelangt man in ca. 2 Stunden auf den Gipfel, mit dem Velo sind es etwa 50 Minuten (steiler Kiesweg). Auf dem Gipfel befinden sich ein Windrad sowie ein Grenzstein.
Von der Bergkuppe aus, wo das von 1971 bis zu ihrem Tod von Marlies Schoch (1940–2016, Gemeinde- und Kantonsrätin) geführte Bergrestaurant Hundwiler Höhe steht, bietet sich ein Panorama über den Alpstein und den Bodensee. Das Gasthaus hat seit 1994 ein fast gleich grosses Nebengebäude (für Personal und Lager), das eines der ersten Solarhäuser in der Gegend war, mit Sonnenkollektoren, Photovoltaik u. a.

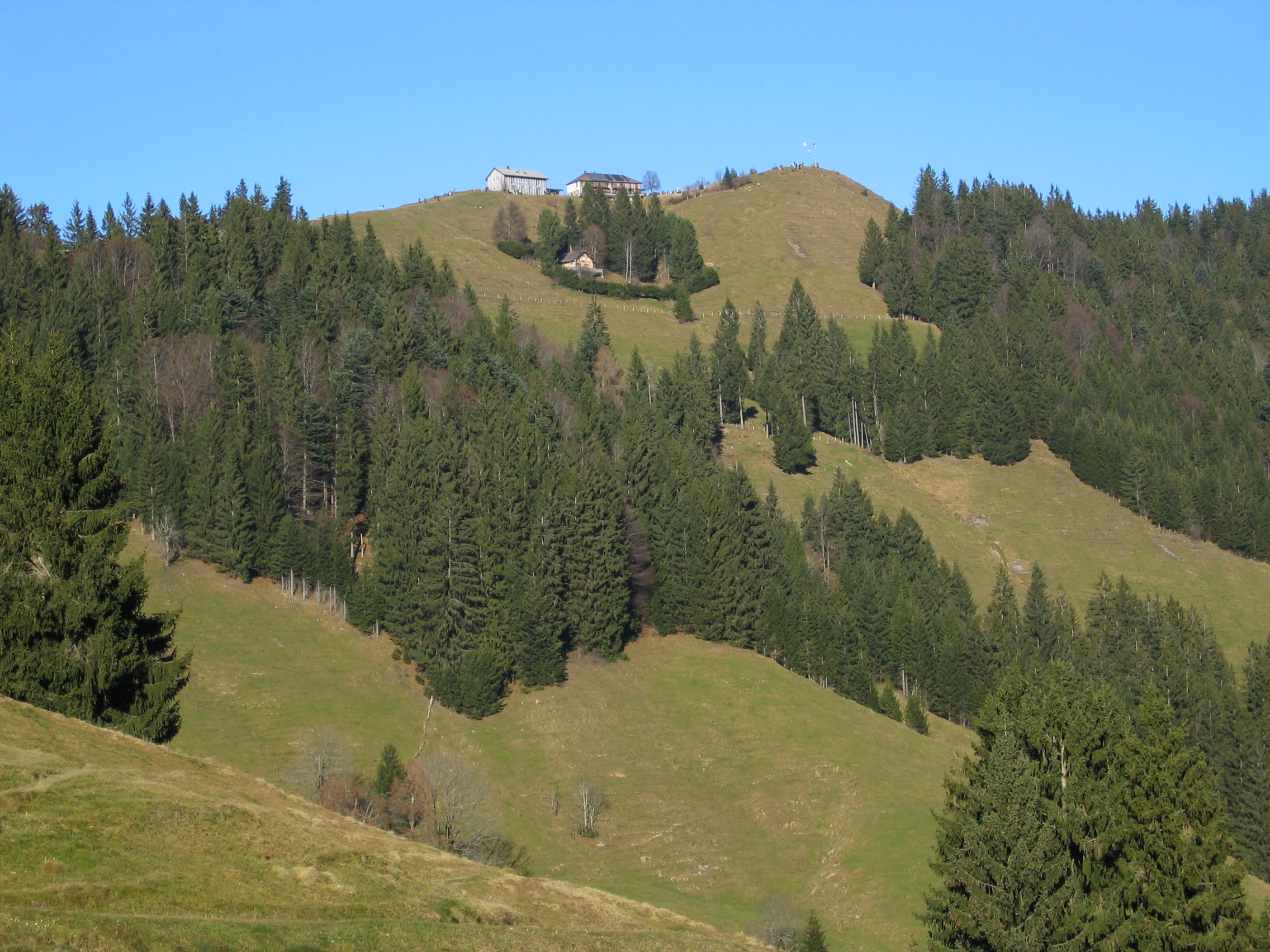
Ansicht von Süden
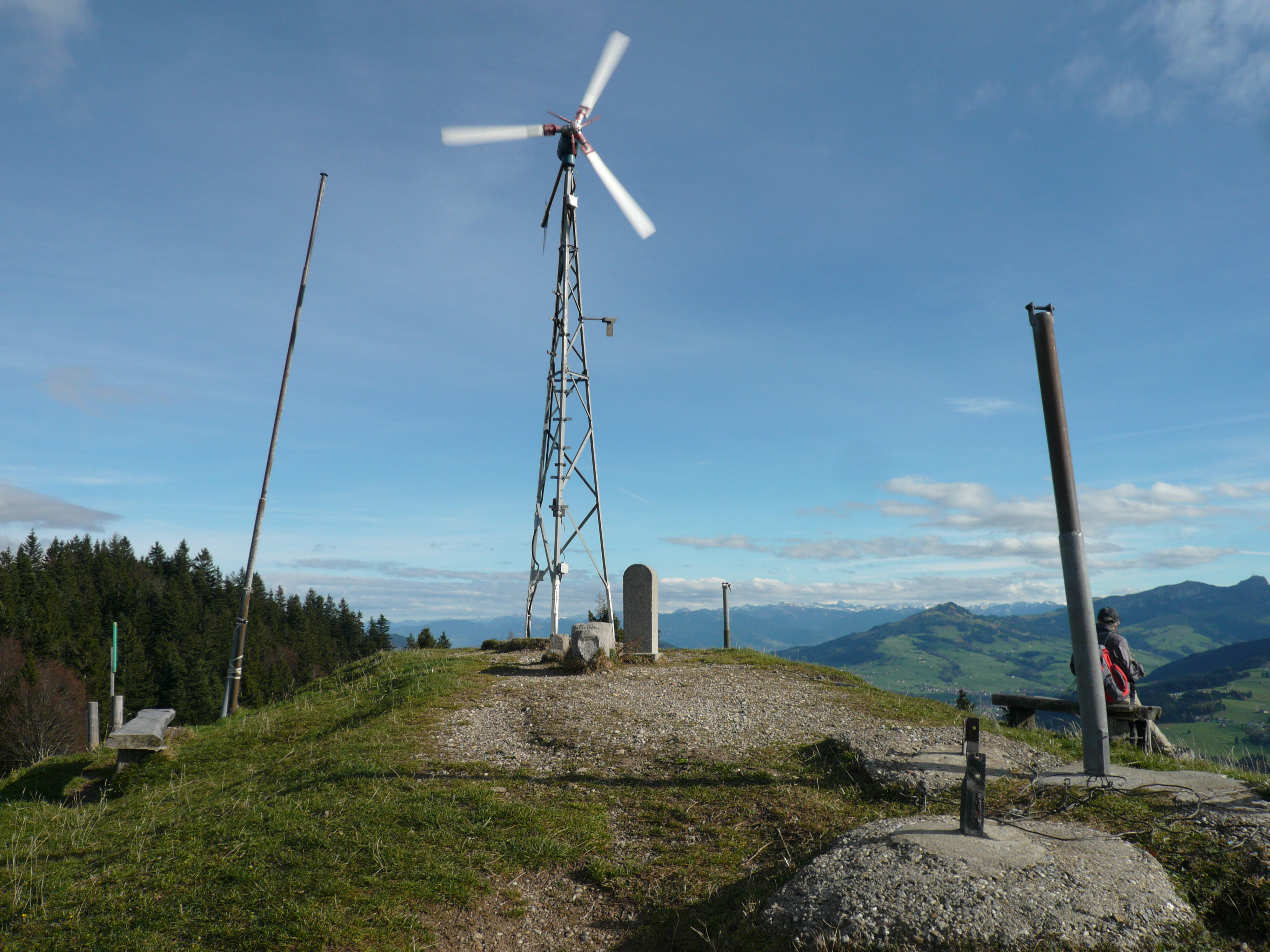
Auf dem Gipfel
Luftbild von Walter Mittelholzer von 1929